# 全明星
全明星（英語：All-star）是一个术语，指聚集在特定领域都拥有高水平表现的一群人，最初起源于体育界，后来逐渐演变成通俗说法，并被娱乐界大量借用。

## 体育运动
“全明星”作为体育术语，指在某项运动的赛季期间或结束前，入选“全明星名单”或“全明星球队”的个人球员，这是代表顶级球员的一种象征，该球队的成员均为来自不同球队的明星球员；或者，是指入选高爾夫球和保齡球運動等个人运动的顶级参赛者名单，仅限于这类顶级选手参加的赛事，被称为“全明星赛”。
美国体育运动的团体比赛中，代表顶级的全明星赛包括：美國職棒大聯盟全明星賽、NBA全明星赛、職業碗、NHL全明星赛和MLS全明星赛。许多下级比赛的全明星队，例如：大学的“全联盟”（All-conference）和“全美队”（All-America），仅仅是为了表彰球员的表现，并不代表入选者曾是同场比赛的队友。最接近“全明星”形式的大学体育赛事，是一年一度举办的“高级碗”，这项赛事汇集全国最优秀的大学橄榄球高级球员，这些球员通常会在四月份的NFL选秀中入选。
蓋爾式運動中的“all-stars”是指蓋爾運動協會（GAA）的GPA全明星奖，该奖项旨在从各个运动项目（盖尔式足球、女子盖尔式足球、板棍球、圆场棒球和卡莫吉球）中，选出各个位置的顶尖球员组成一支梦幻球队。

## 娱乐文化

### 电影
“全明星”一词也用于电影宣传的噱头，暗示电影演员的阵容强大，电影中会有许多“大咖”的出现，尽管有时只是客串角色。 例如：2009年上映的中国电影《建国大业》。

### 电视综艺
许多真人實境節目都有举办过全明星季，邀请前几季的著名参加者参加，例如：冠军得主、受观众欢迎的参加者及其国际版中的著名参加者，其中包括《与星共舞》、《幸存者》 和《魯保羅變裝皇后秀》。 这些节目可以是整季节目，由往届参加者相互竞争，也可以是形式不同的衍生节目，例如：《幸存者：王者决战》为庆祝第40季和美国版20周年，邀请20名前几季的获胜者争夺200万美元的更高现金奖励，其中大多数挑战都是参加者们最初参加过的季节的重演； 另一个例子是《澳大利亚版幸存者》的〈Australia V The World〉，来自澳大利亚版的本地参加者，将与来自世界其他版本的参加者们互相竞争。
有时，节目制作可能会组织跨越多个真人秀的合作，让参加者之间进行全明星交叉演出，例如：MTV的《玩命生存戰》，最初是真人秀《真實的世界》和《道路規則》的衍生节目，但是从后来几季开始，制作就经常邀请来自其他热门真人秀节目的参加者，包括：《极速前进》、《老大哥》、《爱情岛》和《幸存者》。 此外，美国版《叛徒》也主要邀请前真人秀电视名人担任参加者。

### 音乐
音乐术语中的“all-stars”指的是唱片公司或某一音乐流派的顶级音乐歌手，例如：Lethal Bizzle的单曲《Pow 2011》中，所有参与的歌手都被冠以“Grime All-Stars”的称号。有时，唱片公司会组织这样的全明星活动来发行专辑，例如：4AD旗下的塵世樂隊（This Mortal Coil），以及Roadrunner Records旗下的Roadrunner United。
这个术语与超级组合有点不同，后者指的是来自其他热门乐队的成名音乐家，或者拥有成功个人音乐生涯的音乐家组成的团体。

### 漫画
《All Star DC Comics》是DC漫畫公司旗下美国漫画书系列的一个品牌，于2005年至2008年出版。DC漫画公司以“全明星”的名义出版过两部漫画，分别是蝙蝠侠和超人；其宗旨是将DC漫画公司旗下的顶级漫画角色，与最受欢迎、最受好评的漫画家和艺术家合作。

### 电玩游戏
电玩游戏中的“全明星”可以有几种不同的情况，可能是体育管理机构特许授权的體育遊戲，例如：《NBA All-Star Challenge》、《WWE All Stars》、《All-Star Baseball》；也可能是游戏制作公司在新款游戏平台，发行旧款游戏的合集，例如：《Super Mario All-Stars》、《Super Mario 3D All-Stars》；或者是包含许多不同游戏角色的跨界作品，这些角色可能是来自同个开发平台、不同游戏制作公司的合作，例如：《PlayStation All-Stars Battle Royale》、《Super Smash Bros.》All-Star模式、《Nickelodeon All-Star Brawl》，也可能是同个游戏制作公司、不同游戏作品的人物集合，例如：《Sonic & Sega All-Stars Racing》。